# Generalkommissariat für das Sicherheitswesen

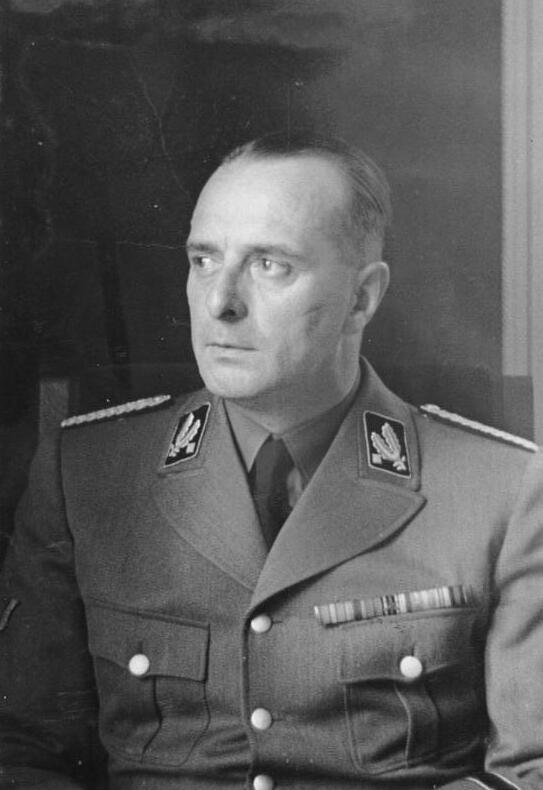
Hanns Albin Rauter

Het Generalkommissariat für das Sicherheitswesen was een van de vier 'ministeries' die in Nederland tijdens de Tweede Wereldoorlog door de Duitse bezetter werden ingesteld. Het Generalkommissariat was verantwoordelijk voor de openbare orde in Nederland en organiseerde de deportatie van de Nederlandse joden. Leider van het Generalkommissariat was Hanns Albin Rauter.

## Instelling van het Generalkommissariat
Met de benoeming van dr. Arthur Seyss-Inquart tot Reichskommissar für die besetzten niederländischen Gebiete kwam op 29 mei 1940 een eind aan het militair bestuur dat na de capitulatie van het Nederlandse leger was ingesteld. Rechtstreeks ondergeschikt aan Hitler was Seyss-Inquart de hoogste civiele gezagsdrager in het bezette Nederland. Het rijkscommissariaat had de aard van een toezichthoudend bestuursorgaan, maar gaf in de praktijk ook sturing aan de Nederlandse departementen. Omdat de koningin en het kabinet in ballingschap in Londen verbleven, waren de secretarissen-generaal van deze departementen de hoogste Nederlandse gezagdragers. Een Duits ambtenaar karakteriseerde een dergelijke "herrschaftliche Aufsichtsverwaltung" met de woorden "wir steuern, die Holländer verwalten". Om die sturing uit te voeren, benoemde Seyss-Inquart op 5 juni 1940 vier Generalkommissare. Als Generalkommissar für das Sicherheitswesen stelde hij SS-Brigadeführer Hanns Albin Rauter aan.
Zelf gebruikte Rauter liever de titel Höherer SS- und Polizeiführer (HSSPF) omdat dit zijn band met het Reichsicherheitshauptamt in Berlijn benadrukte. Zijn loyaliteit lag bij Reichsführer Heinrich Himmler en in de praktijk ontving hij zijn orders niet uit Den Haag maar uit Berlijn. Wilde Reichskommissar Seyss-Inquart de Duitse of Nederlandse politie inschakelen, dan moest hij dat via Rauter aanvragen.
Binnen het Reichskommissariat vertegenwoordigde Rauter de harde SS-lijn. Dit bracht hem in botsing met de meer gematigde bezettingsautoriteiten zoals Generalkommissar zur besonderen Verwendung Fritz Schmidt, voorvechter van de partij-lijn van de NSDAP. In de ogen van het Nederlandse volk zou Rauter uitgroeien tot het symbool van gewelddadige onderdrukking.

## Het Generalkommissariat en de openbare orde in Nederland
De Duitse politie-organisatie van Rauter was gemodelleerd naar het hoofdbureau in Berlijn en bestond uit drie uitvoerende afdelingen: Geheime Staatspolizei (Gestapo), Sicherheitsdienst (SD) en Kriminalpolizei (Kripo). De Kripo had de taak van het bestrijden van de ‘normale’ misdaad terwijl de SD bedoeld was als een inlichtingendienst die alle informatie moest vergaren op politiek, economisch, sociaal en geestelijk terrein. Hiervoor werden ook Nederlandse verklikkers ingezet, zogeheten V-Männer. Het was de Gestapo die de verzetsorganisaties oprolde, ideologische vijanden zoals communisten en marxisten bestreed en de arrestanten verhoorde. Een aparte afdeling van de Gestapo (Referat IVB 4) had tot taak de Jodenvervolging uit te voeren.
Om op te treden tegen onlusten (“Aufflackernde Unruhen”) had Rauter nog de beschikking over een vierde politionele eenheid: de Ordnungspolizei. Vanwege de kleur van hun uniform stond de Orpo bekend als de Grüne Polizei. Berucht is de Orpo geworden door haar brute optreden bij het oppakken van joden op het Amsterdamse Jonas Daniël Meijerplein, dat zou leiden tot de Februaristaking in 1941. Twee jaar later onderdrukten de Grünen de April-Meistakingen met geweld, ook voerden zij razzia’s uit op verzetsstrijders, onderduikers en joden. Aan de Jodenvervolging had de Grüne Polizei een groot aandeel: ze leverde de bewaking op de treinen die van Westerbork naar de vernietigingskampen in Polen reden.

## Het Generalkommissariat en de Jodenvervolging
Voor de administratieve uitvoering van de Jodenvervolging werd in het voorjaar van 1941 de Zentralstelle fur jüdische Auswanderung opgericht. In het beleid over de Jodenvervolging eisten zowel Seyss-Inquart als Rauter het primaat op en via de Zentralstelle trok Rauter het initiatief naar zich toe. Aanvankelijk verzorgde dit bureau aan het Amsterdamse Adama van Scheltemaplein 10 de registratie en invoering van beperkende bepalingen tegen joden. Vanaf juni 1942 voerde het de bevelen uit die het Reichssicherheitshauptamt in Berlijn uitvaardigde over het opstellen van de transportlijsten en het uitvoeren van de razzia’s. Daarnaast organiseerde de Zentralstelle het leeghalen van de woningen en het innemen van de vermogens en bezittingen van de gedeporteerde joden. De Zentralstelle voerde, zoals een Duitser observeerde, “der wesentlichste Teil der Entjudung” uit.

## Overige organisaties binnen het Generalkommissariat
De Technische Nothilfe moest bij calamiteiten zoals bosbranden, overstromingen en bombardementen, hulp bieden om het functioneren van openbare nutsbedrijven te garanderen. Leden waren technisch specialisten en sloten zich op vrijwillige basis aan. Doorgaans opereerden zij als verlengstuk van organisaties als brandweer, luchtbescherming en dijkwacht".
Op 1 september 1942 werden twee Reichsschulen opgericht, een voor meisjes te Heythuijsen en een voor jongens in het rooms-katholieke Ignatiuscollege te Valkenburg. Om toegelaten te worden op de scholen vond een keuring plaats op raskenmerken, gezondheid en dapperheid. Leerlingen kregen kost en inwoning en waren geüniformeerd. De bedoeling was Duitse en Nederlandse jeugd uit alle milieus op te nemen, om de band tussen bevolking en SS zo hecht mogelijk te maken. Vooral de Reichsschule Valkenburg moet aan dit doel van de SS-propaganda-instituut hebben beantwoord aangezien in 1943 zestig van de 78 jongens zich aanmeldden voor de Hitlerjugend in plaats van de Nationale Jeugdstorm van de NSB.
Sinds mei 1941 had de SS haar eigen opleidingscentrum, SS-Schule Avegoor, gevestigd op het landgoed Avegoor te Ellecom. Onder toezicht van Rauter was dat het trainingsinstituut voor de Nederlandsche SS. De cursisten kregen fysieke, paramilitaire training en ideologische vorming in het uniform van de Waffen-SS. In militair opzicht was het een lichte infanterie-opleiding in de vorm van cursussen van één tot zes weken en niet bedoeld als training voor het front. Sinds het najaar van 1942 was aan Avegoor korte tijd een werkkamp voor joden verbonden, die onderworpen waren aan het sadisme van het Duitse personeel en de cursisten. Al in 1942 werd Avegoor ook het opleidingsinstituut voor verschillende andere groepen: WA-eenheden, NSB, Jeugdstorm, Arbeidsdienst, boeren, burgemeesters en leraren.
Om nationaalsocialistische jeugdorganisaties zoals Jeugdstorm en Studentenfront in SS-richting te beïnvloeden, werd in 1943 de Germanische Leitstelle opgericht. De strategie van de Leitstelle was erop gericht om de SS-ideologie langzaam te laten doordruppelen door politieke en culturele begeleiding te geven. In de praktijk beperkte de invloed van de Leitstelle zich tot ideologische uiteenzettingen in het blad Storm.